# Elke Arenholz
Elke Arenholz es una física germano-estadounidense especializada en el campo de los materiales magnéticos y la espectroscopia de rayos X, donde fue pionera en el uso de imanes vectoriales superconductores para estudiar el dicroísmo circular magnético de rayos X (XMCD). Es directora asociada de la Fuente de Sincrotrón de Alta Energía de Cornell (CHESS).

## Biografía
Obtuvo su maestría en ciencias por la Universidad de Ratisbona. Luego recibió su doctorado en la Universidad Libre de Berlín en Alemania, donde comenzó a utilizar rayos X para estudiar materiales magnéticos.
En 1996, se unió a Advanced Light Source (ALS), en Berkeley, Estados Unidos, como becario postdoctoral, antes de unirse al personal en 2000. Su primer proyecto allí, un electroimán de ocho polos que proporciona campos magnéticos de hasta 0,8 T en direcciones arbitrarias con respecto al haz de rayos X entrante, fue el primer dispositivo instalado en un sincrotrón que podía aplicar el campo magnético en cualquier dirección. En 2011, su equipo completó un imán vectorial superconductor, el primero de su tipo, similar al imán de ocho polos pero que proporciona hasta 5 T en direcciones arbitrarias.
De 2013 a 2019, también fue profesora asociada adjunta en el departamento de ciencia e ingeniería de materiales de la Universidad de California en Berkeley. En 2019, se incorporó a CHESS en Ithaca, Nueva York, como directora asociada.
Además de la investigación que lleva a cabo en ALS, es editora de la revista AIP Advances, miembro del consejo editorial del Journal of Magnetism and Magnetic Materials (JMMM), y fue copresidenta del programa del Joint MMM/Intermag de 2013. Conferencia.
Se convirtió en miembro de la Sociedad Estadounidense de Física en 2014. Fue nombrada miembro del IEEE, en la clase de becarios de 2024, "por sus contribuciones a la espectroscopia magnética de rayos X".